# 有川貞真
有川 貞真（ありかわ さだまさ）は、戦国時代から安土桃山時代にかけての武将。島津氏の家臣。

## 略歴
有川氏は桓武平氏頼盛流の池氏の後裔と称し、貞世の代に島津貴久に仕えたのが、薩摩国における始まりである。当初は有川氏を名乗っていたが、有川氏は伊勢国の小名であるとし、縁戚関係にある伊勢貞為の許しを得て、兄の貞末共々伊勢氏を名乗るようになり、兄共々薩摩における伊勢氏の祖となる。
永禄7年（1564年）、島津義弘に従い真幸院飯野に入りその家老となる。同11年（1568年）1月20日、義弘に従い大口城攻めに参加、また、元亀3年（1572年）5月4日の木崎原の戦いの際には、出陣する義弘に代わって飯野城の留守居役を残りの20名の兵と共に務めた。この戦いにより日向伊東氏の勢力が弱まった翌元亀4年（1573年）、伊東氏の家臣であった須木城主の米良矩重、奈佐木城主の肥田木三郎兵衛尉、及び中山主計は貞真に対し起請文を提出し、島津に寝返る旨を表している。
天正9年（1581年）の水俣攻め、翌10年（1582年）八代入りと常に義弘に従い参陣、その頃に飯野地頭に任じられる。同14年（1586年）の豊後国入りの際にも義弘の供をしている。
文禄元年（1592年）、義弘に従い文禄の役にも参加。しかし、翌2年（1593年）に朝鮮にて病死。